# بنيامين بيرس
بنيامين بيرس (بالإنجليزية: Benjamin Pierce (governor)) (و. 1757 – 1839 م) هو سياسي من الولايات المتحدة الأمريكية ولد في تشيلمسفورد.
وهو عضو في الحزب الجمهوري الديمقراطي، والحزب الديمقراطي الأمريكي .

## الحياة المبكرة والخدمة العسكرية
وُلد بنجامين بيرس في تشلسمفورد في مستعمرة خليج ماساتشوستس، وهو ابن بنجامين وإليزابيث ميريل بيرس، وكذلك من أحفاد توماس بيرس (1618-1683)، حفيد السير ريتشارد كارو، الذي وُلد في نورويتش، نورفولك، إنجلترا، واستقر في مستعمرة خليج ماساتشوستس.
كان بيرس من قدامى المحاربين المتميزين في حرب الاستقلال الأمريكية، حيث خدم في الفوج القاري السادس عشر، والذي أُعيدت تسميته فيما بعد إلى الفوج الثامن ماساتشوستس. كان حاضرًا في معركة بانكر هيل. تمت ترقيته إلى رتبة ضابط في الفوج الأول ماساتشوستس لشجاعته خلال حملة ساراتوجا.
بعد الحرب، انتقل إلى هيلزبورو، نيوهامبشاير، حيث بنى منزل عائلة بيرس، وتم تكليفه بمهمة تشكيل ميليشيا مقاطعة هيلزبورو. في عام 1805، تمت ترقيته إلى رتبة عميد وتم تعيينه قائدًا لميليشيا ولاية نيوهامبشاير.